# Westerhofen (Ofterschwang)
Westerhofen (mundartlich: Weaschtərhof) ist ein Gemeindeteil der Gemeinde Ofterschwang im bayerisch-schwäbischen Landkreis Oberallgäu.

## Geographie
Das Dorf liegt circa zwei Kilometer nordöstlich des Hauptorts Ofterschwang. Östlich von Westerhofen befindet sich das Stadtgebiet von Sonthofen. Ebenfalls östlich der Ortschaft fließt die Iller.

## Ortsname
Der Ortsname deutet auf die westlich von Sonthofen gelegenen Höfe.

## Geschichte
Westerhofen wurde erstmals urkundlich im Jahr 1429 mit Hans Müller zu Westerhofen, -hoven erwähnt. Im Jahr 1451 wurden 21 rotenfelsische Eigenleute in Westerhofen gezählt. Im Jahr 1836 wurde die Johanneskapelle neu gebaut.

## Baudenkmäler
Siehe: Liste der Baudenkmäler in Westerhofen